# 마티아스 안드레아손
마티아스 안드레아손(Mattias Andréasson, 1981년 3월 29일 ~ )은 스웨덴의 가수이다.